# Izumi Yukimura
Izumi Yukimura (雪村 いづみ, Yukimura Izumi), née Tomoko Asahina (朝比奈 知子, Asahina Tomoko) le 20 mars 1937 à Tokyo, est une chanteuse et actrice japonaise.

## Biographie
Yukimura fait ses débuts en 1953 avec la chanson Omoide no Warutsu (想い出のワルツ) version japonaise de Till I Waltz Again with You. Son style de chant varie du jazz au rock 'n' roll. Elle est une des trois plus populaires chanteuses du Japon du début de l'après-guerre avec Chiemi Eri et Hibari Misora.
Sur son album Super Generation de 1974, elle interprète des titres de Ryōichi Hattori accompagnée de quatre musiciens bien connus : Masataka Matsutoya, Shigeru Suzuki, Tatsuo Hayashi et Haruomi Hosono.
Eri, décédé en 1982, et Misora, décédé en 1989, ont également enregistré des chansons avec Yukimura en tant que groupe dans les années 1950 mais ces enregistrements n'étaient pas disponibles pendant environ 50 ans parce qu'ils appartenaient à des labels différents. En 2004, leur album, comprenant ces chansons est finalement commercialisé.
Elle a une fille du nom de Maria Asahina née en 1962. Sa fille a suivi les pas de sa mère pendant un temps puisqu'elle s'est lancée dans une courte carrière musicale entre 1979 et 1982. 

## Filmographie
- Alice au pays des merveilles (1951) (chanson thème (en) pour la version japonaise du film de Disney)
- So Young, So Bright (en) (ジャンケン娘 (Janken musume?) (1955)
- Romantic Daughters (en) (ロマンス娘 (Romansu musume?) (1956)
- Arashi (1956)
- The Badger Palace (en) (大当り狸御殿 (Oatari tanukigoten?) aka The Princess of Badger Palace (1958)
- Hanayome-san wa sekai-ichi (1959)
- The Laughing Frog (en) (2002)